# Parastega
Parastega is een geslacht van vlinders van de familie tastermotten (Gelechiidae).

## Soorten
- P. chionostigma (Walsingham, 1911)
- P. hemisigna Clarke, 1951
- P. niveisignella (Zeller, 1877)
- P. trichella Busck, 1914